# Evelleen Richards
Evelleen Richards ist eine australische Wissenschaftshistorikerin und -theoretikerin. Sie ist Honorarprofessorin an der University of Sydney.

## Leben
Evelleen Richards wuchs als Tochter sozialistischer Eltern auf einer Farm im Norden von Queensland auf. Ihre Mutter hatte während der Großen Depression in Australien als 14-Jährige die Schule verlassen müssen und ihr Vater war Invalide. Als er aufgrund seiner schlechten Gesundheit die Farm verkaufen musste, zog die Familie in die Kleinstadt Maryborough, wo Richards die staatliche High School besuchte.
Mit einem Stipendium nahm sie zunächst ein Studium der Medizin an der University of Queensland auf, wechselte jedoch zu Beginn des fünften Jahres aufgrund mangelnden Interesses den Studiengang und erwarb schließlich einen Bachelor of Science in Biomedizin. Eines der Ergänzungsfächer, die sie hierfür belegte, war „Geschichte und Methoden der Wissenschaft“, das ihr besonders zusagte. Nach ihrem Studienabschluss arbeitete sie kurzzeitig im Bereich Pathologie am Allgemeinkrankenhaus von Brisbane, bevor sie Tutorin für Geschichte und Philosophie der Wissenschaft an der University of Wollongong wurde und ein Postgraduiertenstipendium erhielt. 1976 promovierte Richards mit einer Arbeit über die Geschichte der Embryologie und Evolutionstheorie an der University of New South Wales. Anschließend kehrte sie als Lecturer an die University of Wollongong zurück, wo sie einen Kurs zu Frauenforschung initiierte und bis 1995 tätig war – 1990 als Senior Lecturer im Fachbereich Science and Technology Studies.
Um 2010 wurde sie auf eine Honorarprofessur an der University of Sydney berufen. Zuvor war sie Honorarprofessorin an der University of New South Wales gewesen. Richards war zudem Präsidentin der Australasian Association for the History, Philosophy and Social Studies of Science (AAHPSSS) sowie Vorsitzende des National Coordinating Committee for the History and Philosophy of Science (NCHPS) der Australian Academy of Science.
Ihr Forschungsschwerpunkt liegt auf der Sozialgeschichte der Evolutionsbiologie, insbesondere in Bezug auf Fragen von Gender und Race, sowie auf der Soziologie klinischer Studien. In diesem Bereich hat sie die Kontroverse um die von Linus Pauling und Ewan Cameron vertretene alternativmedizinische Vitamin-C-Supplementation zur Krebstherapie (siehe auch orthomolekulare Medizin) intensiv studiert und 1991 eine Monografie unter dem Titel Vitamin C and Cancer. Medicine or Politics? veröffentlicht. In zwei weitere Monografien, erschienen 2017 und 2022, behandelt sie Darwins Theorie der sexuellen Selektion und die Geschichte der Evolutionstheorie im Großbritannien des 19. Jahrhunderts.
Richards ist verheiratet und Mutter von drei Töchtern, die 1978 als Drillinge zur Welt kamen.

## Ehrungen
- 2018: Fellow der Royal Society of New South Wales[5]
- 2018: Suzanne J. Levinson Prize der History of Science Society für Darwin and the Making of Sexual Selection[6]
- 2019: History and Philosophy of Science Medal der Royal Society of New South Wales[7]
- 2020: Fellow der Australian Academy of the Humanities[4]

## Schriften (Auswahl)
Monografien
- The German Romantic Concept of Embryonic Repetition and its Role in Evolutionary Theory in England up to 1859. Dissertation. University of New South Wales, Sydney 1976, doi:10.26190/unsworks/5911.
- Vitamin C and Cancer. Medicine or Politics? Macmillan, London 1991, ISBN 0-333-44419-1.
- Darwin and the Making of Sexual Selection. The University of Chicago Press, Chicago/London 2017, ISBN 978-0-226-43690-6.
- Ideology and Evolution in Nineteenth Century Britain. Embryos, Monsters, and Racial and Gendered Others in the Making of Evolutionary Theory and Culture. Routledge, London/New York 2021, ISBN 978-1-138-60771-2.

Artikel
- Darwin and the Descent of Woman. In: David Oldroyd, Ian Langham (Hrsg.): The Wider Domain of Evolutionary Thought. Reidel, Dordrecht 1983, ISBN 90-277-1477-0, S. 57–111.
- A Question of Property Rights. Richard Owen’s Evolutionism Reassessed. In: The British Journal for the History of Science. Band 20, Nr. 2, 1987, S. 129–171, doi:10.1017/S0007087400023724.
- The Politics of Therapeutic Evaluation. The Vitamin C and Cancer Controversy. In: Social Studies of Science. Band 18, Nr. 4, 1988, S. 653–701, doi:10.1177/030631288018004004.
- The “Moral Anatomy” of Robert Knox. The Interplay between Biological and Social Thought in Victorian Scientific Naturalism. In: Journal of the History of Biology. Band 22, Nr. 3, 1989, S. 373–436, doi:10.1007/BF00401576.
- mit Pam Scott, Brian Martin: Captives of Controversy. The Myth of the Neutral Social Researcher in Contemporary Scientific Controversies. In: Science, Technology, & Human Values. Band 15, Nr. 4, 1990, S. 474–494, doi:10.1177/016224399001500406.
- A Political Anatomy of Monsters, Hopeful and Otherwise. Teratogeny, Transcendentalism, and Evolutionary Theorizing. In: Isis. Band 85, Nr. 3, 1994, S. 377–411, doi:10.1086/356889.
- mit Brian Martin: Scientific Knowledge, Controversy, and Public Decision Making. In: Sheila Jasanoff et al. (Hrsg.): Handbook of Science and Technology Studies. Sage, Thousand Oaks 1995, ISBN 0-8039-4021-1, S. 506–526 (uow.edu.au).